# Телятниково (Брянская область)
Телятниково — село в Брасовском районе Брянской области, в составе Добриковского сельского поселения. Расположено в 5 км к востоку от села Добрик. Население — 3 человека (2010).

## История
Упоминается с 1 половины XVII века в составе Брасовского стана Комарицкой волости. Первоначально — деревня; в 1665 году была построена Введенская церковь (не сохранилась). С 1741 года — владение Апраксиных. В 1778—1782 входила в Луганский уезд, затем до 1929 в Севском уезде (с 1861 — в составе Добрикской волости, с 1880-х гг. в Литовенской (Девичьевской) волости, с 1924 в Брасовской волости).
До 2001 года в селе проживало 4 семьи; позднее они перебрались в близлежащие деревни: Коростель, Добрик.